# Gorka Arrizabalaga
Gorka Arrizabalaga Aguirre (Mallabia, 14 april 1977) is een Spaans voormalig wielrenner die onder meer vijf seizoenen reed voor Euskaltel-Euskadi.

## Resultaten in voornaamste wedstrijden
| Jaar | Ronde van Italië | Ronde van Frankrijk | Ronde van Spanje |
| ---- | ---------------- | ------------------- | ---------------- |
| 2002 |                  | 142e                |                  |
| 2003 |                  |                     | 98e              |

| Jaar | Parijs-Roubaix |
| ---- | -------------- |
| 2002 | opgave         |
| 2003 |                |

## Ploegen
- 2000 –  Euskaltel-Euskadi
- 2001 –  Euskaltel-Euskadi
- 2002 –  Euskaltel-Euskadi
- 2003 –  Euskaltel-Euskadi
- 2004 –  Euskaltel-Euskadi
- 2005 –  Orbea